# گریگوری یگوروف
گریگوری یگوروف (روسی: Григорий Александрович Егоров؛ زادهٔ ۱۲ ژانویهٔ ۱۹۶۷) ورزشکار دو و میدانی اهل اتحاد جماهیر شوروی سوسیالیستی است.